# ساشیمونو

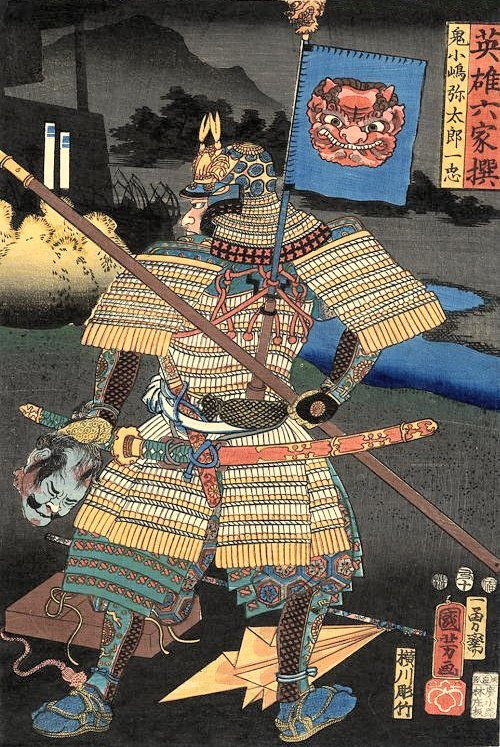
تصویری از اونکوجیما کازوتادا با ساشیمونو، چاپ روی چوب از اوتاگاوا کونی‌یوشی از مجموعه شش قهرمان برگزیده

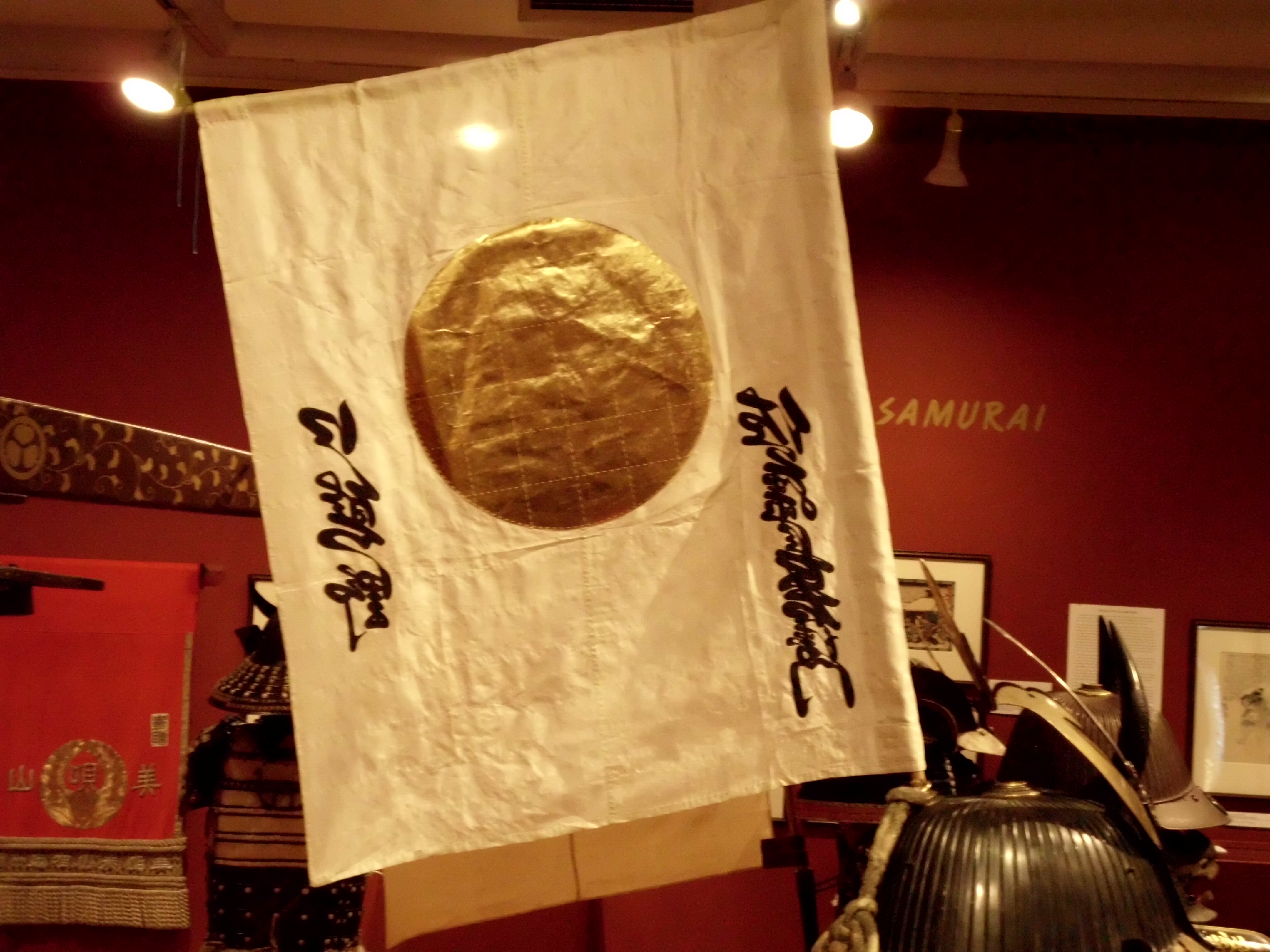
یک ساشیمونوی قدیمی متعلق به دوره ادو. از مجموعه نمایش بازگشت سامورایی در ویکتوریا بی.سی. کانادا

ساشیمونو (به ژاپنی: 指物 یا 差物  یا 挿物) نوعی پرچم کوچک بود که در سربازان دوران‌های پیشین ژاپن آنها را در جنگ به لباس خود وصل می‌کردند تا یکدیگر را بشناسند.

## توضیحات
ساشیمونو را با روشی خاص به پشت زره سینه (با نام ژاپنی دوو) می‌بستند. ساشیمونو را سربازان عادی (آشیگارو)، ساموراییهای برگزیده و نیز نیروهای سواره‌نظام حمل می‌کردند. این پرچم‌ها شامل نشان خانوادگی (مون) بودند و استفاده از آنها در دوره سن‌گوکو که جنگ‌های داخلی از قرن پانزدهم تا هفدهم میلادی جریان داشت بسیار معمول بود.

## گونه‌ها
با توجه به انواع گوناگون سلاح و تجهیزات زره مورد استفاده در ژاپن، ساشیمونو به افراد یک ارتش شمایل متحدالشکلی می‌داد. ساشیمونوها معمولاً سیاه‌وسفید بودند و در آنها از اشکال هندسی مانند مربع یا مستطیل استفاده می‌شود اگرچه انواع گوناگونی داشت. یک گونه از آن که بزرگتر و غالباً رنگی بود، اوماجیروشی نام داشت که حالتی شخصی داشته و فرماندهان آنها را می‌پوشیدند. یک گونه دیگر آن نوبوری نام داشت که بسیار بلند و باریک بوده و چند مرد آنرا نگه داشته و حرکت می‌دادند تا جهت حمله را در هنگام نبرد مشخص کنند. (از اوماجیروشی و نوبوری هنوز در مراسم ورزشی استفاده می‌شود.)
ساشیمونو با یک قاب L شکل به پشت سینه زره (دوو) با بست ماچی-اوکه متصل می‌شد. معمولاً از ابریشم یا چرم در ساخت آن استفاده می‌شد.

## طراحی
در آن معمولاً از طرح‌های هندسی ساده، گاهی به همراه واژه‌های ژاپنی که نام یا شعار خاندان است استفاده می‌شود. از مونها که نشان‌های خاندان هستند نیز در آن استفاده می‌شود. معمولاً رنگ زمینه مشخص‌کننده واحدی است که سرباز در آن خدمت می‌کند، البته گاهی هر واحد در یک ارتش نشانی مربوط به خود داشته است که این مسئله کم پیش می‌آمده است و معمولاً مون مربوط به دایمیو بر آن بوده است. مسئله مهم در نبردها شناخت دوست از دشمن تنها با یک نگاه بوده‌است. گاهی سامورایی‌ها یا سربازان برگزیده می‌توانستند نشان خود یا نام خود را برخلاف واحد خود در ساشیمونو داشته باشند. 